# Nigrinià
Nigrinià (en llatí Nigrinianus) va ser un possible usurpador del tron imperial romà conegut només per les monedes o medalles.
Aquestes monedes, que existeixen en tres metalls diferents, porten la inscripció DIVO NIGRINIANO i a l'altre costat una pira funerària, o una àliga o un altar (o bé una àliga a un altar) amb la paraula CONSECRATIO.
La hipòtesi més corrent és la que el situa cap als anys 284-285, com a fill de Carí i de Màgnia Úrbica i probablement cèsar i no august, associat al seu pare, que va ser emperador del 283 al 285. Com que les monedes van ser fetes amb caràcter pòstum degué morir el 285. Una altra hipòtesi és que es va proclamar emperador a l'Àfrica l'any 311 i va ser eliminat per Maxenci.